# Мордвинов, Дмитрий Михайлович
Дми́трий Миха́йлович Мордви́нов (1773—1848) — генерал-майор Русской императорской армии, тайный советник.

## Биография
Дмитрий Михайлович Мордвинов родился 8 июня 1773 года в дворянской семье, сын инженер-генерала М. И. Мордвинова.
10 марта 1781 года поступил на военную службу в артиллерию Русской императорской армии звании сержанта. Затем, в 1785 году, перевёлся в Семёновский лейб-гвардии полк, где дослужился до капитанских погон.
24 сентября 1802 был переименован в действительные камергеры двора Его Императорского величества, а с 9 августа 1804 года Мордвинов стал членом Берг-коллегии.
В 1807 году Д. М. Мордвинов возглавил 1-й область земской милиции Санкт-Петербургской губернии Новоладожского уезда, после роспуска которой был пожалован «за усердие к службе» орденом Святого Владимира 4-й степени (1808).
С 1 июля 1809 года Д. Мордвинов трудился сначала в Горном Совете, а позднее в Департаменте Горных и Соляных дел.

Принимал участие в Отечественной войне 1812 года, особо отличившись в баталии под Полоцком и за отвагу 3 января 1813, был награждён орденом Святого Георгия 4-го класса № 1162: 
В воздаяние ревностной службы и отличия, оказанного в сражении против французских войск 1812 года октября 6, 7 и 8 при Полоцке, где с отличным мужеством и неустрашимостью преследовал неприятеля до самых его укреплений, поражая оного на каждом шагу, наконец, когда неприятель заскакав за наши орудия завладел оными, то, бросаясь с 5-ю дружиною С.-Петербургского ополчения и Пермским пехотным полком вперёд, спас оные, причём ему оторвало ядром ногу
 с присвоением звания генерал-майора.
6 декабря 1826 года получил почётную отставку с мундиром и назначен тайным советником и сенатором.
В 1827—1839 г.г. член Совета государственных кредитных установлений. 7 января 1847 году вышел на пенсию.
Дмитрий Михайлович Мордвинов умер 11 июля 1848 года.